# Lyngby kyrka
Lyngby kyrka är en kyrkobyggnad i Lyngby. Den tillhör nu Genarps församling, tidigare Lyngby församling, båda i Lunds stift.

## Kyrkobyggnaden
Kyrkan byggdes 1882 i nyklassicistisk stil  efter ritningar av August Lindvall från Malmö. Innan dess fanns en gammal medeltida kyrka av tegel en liten bit därifrån. 
Den nya kyrkan består av ett rektangulärt långhus som övergår i ett kor med en bakomliggande tresidig absid. Tornet med sina dubbla ljudöppningar i spetsbågestil är försett med en hög spira. Kyrkan är byggd i granit med övre delen av tornet i tegel. Taket var ursprungligt lagt av Fredriksbergs kopparskiffer (från Hörnebo skiffergruva, norr om Växjö). Kostnaden för ritning och uppförandet beräknades till ca. 21 000 kr.

## Inventarier
- Altaruppsatsen kommer från den gamla kyrkan och dateras till 1600-talet.
- Ett  senmedeltida triumfkrucifixet härstammar från den gamla kyrkan.
- Altartavlan är utförd av Freulein Marie Davids från Weimar.(Tavlan är en kopia av ett verk av den florentinske målaren Carlo Dolci 1616-88)

### Orgel
- Den nuvarande orgeln byggdes 1882 av Rasmus Nilsson, Malmö och är en mekanisk orgel.

| Manual             | Pedal      | Koppel  |
| Borduna 16´        | Subbas 16´ | Man/Ped |
| Principal 8´       |            |         |
| Rörflöjt 8'        |            |         |
| Viola di Gamba 8'  |            |         |
| Octava 4'          |            |         |
| Flauto traversa 4' |            |         |
| Qvint 2 2/3'       |            |         |
| Octava 2'          |            |         |
| Trumpet 8'         |            |         |

## Bilder

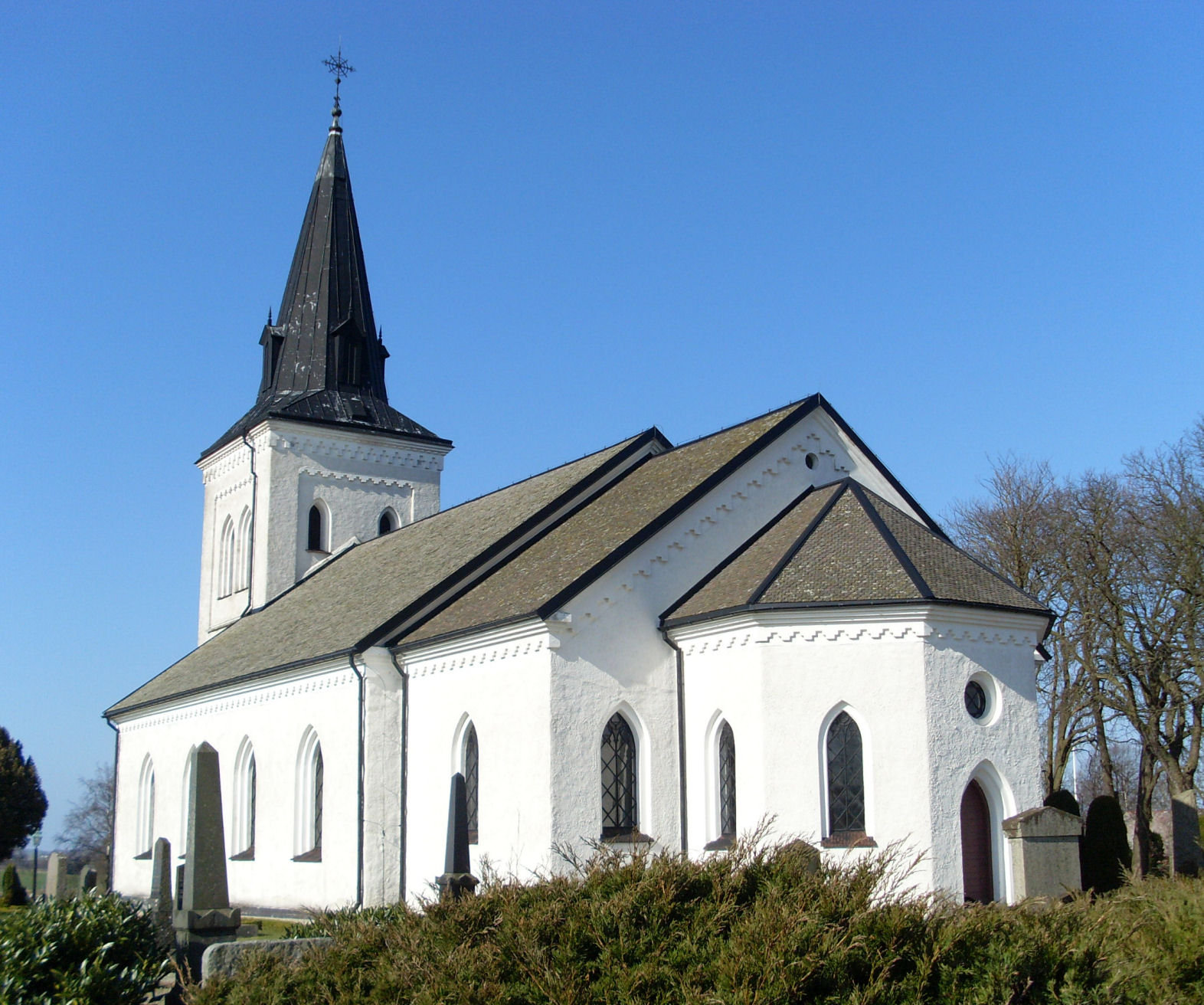
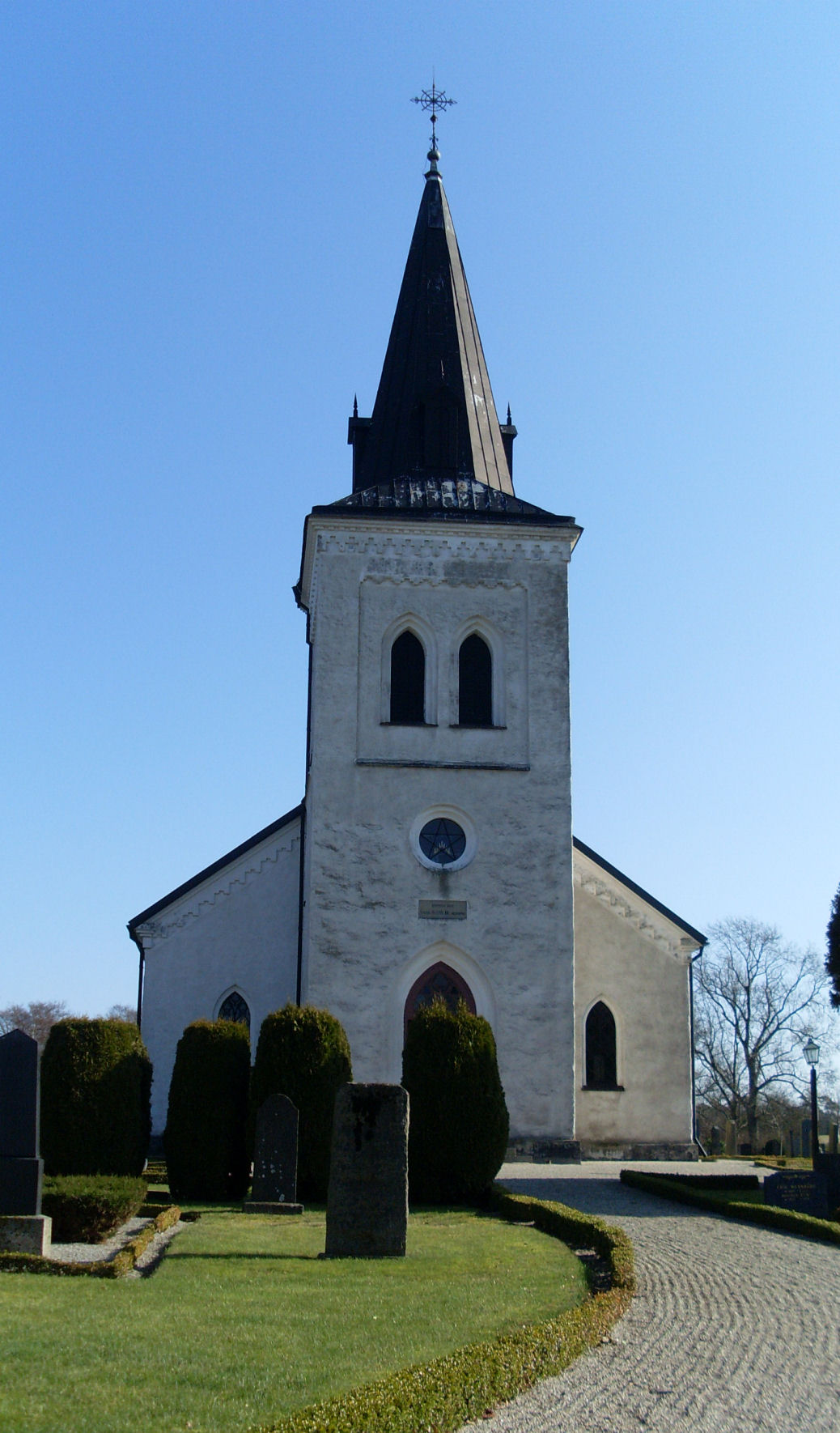
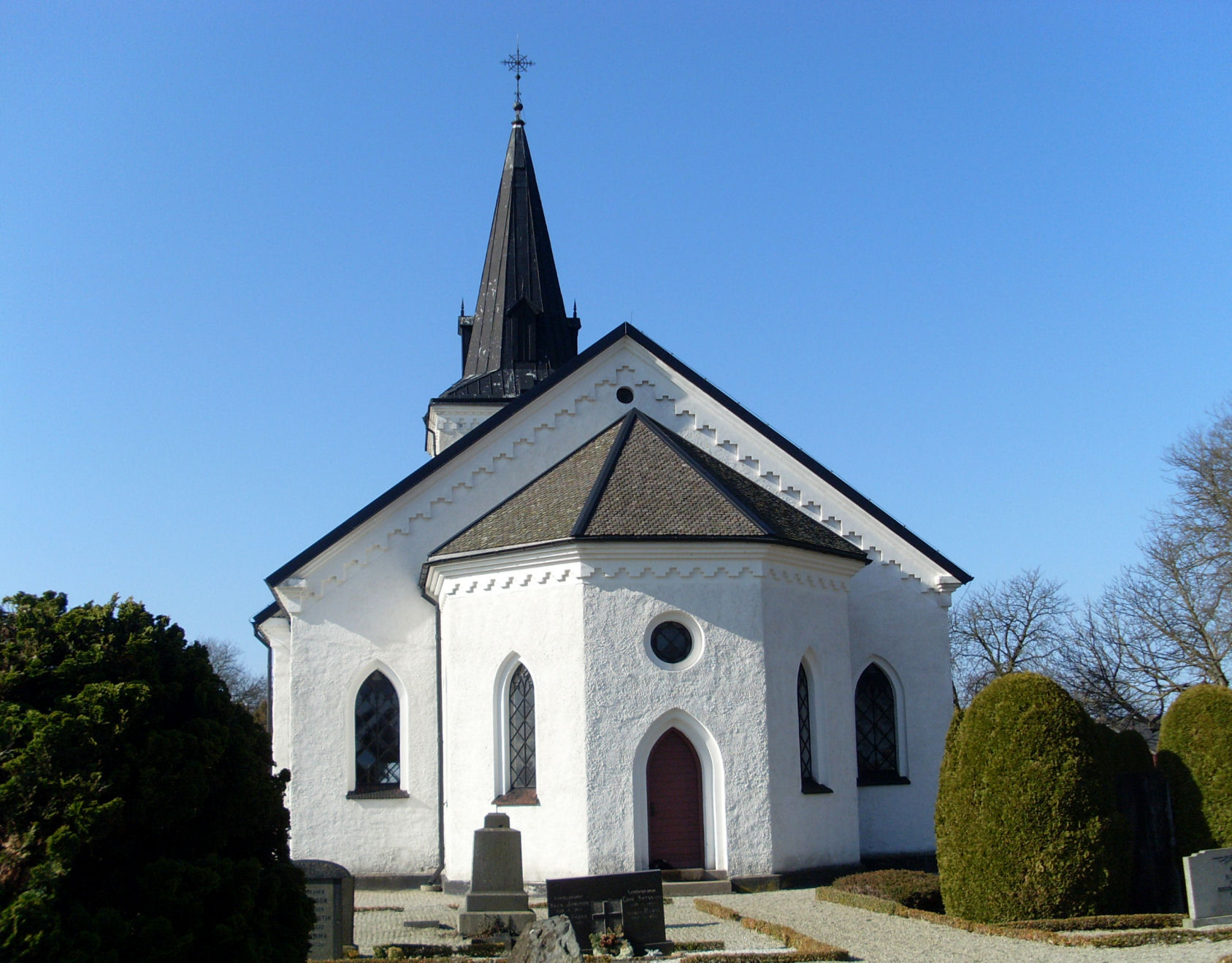